# Campeonato Mundial de Natação em Piscina Curta de 2014 - 50 m livre feminino
A prova dos 50 metros nado livre feminino do Campeonato Mundial de Natação em Piscina Curta de 2014 foi disputado entre 6 e 7 de dezembro no Centro Aquático Aspire Sports Complex em Doha.

## Recordes
Antes desta competição, os recordes mundiais e do campeonato nesta prova eram os seguintes:
|    | Nome                | Nacionalidade | Tempo | Local      | Data                |
| -- | ------------------- | ------------- | ----- | ---------- | ------------------- |
| WR | Ranomi Kromowidjojo | Países Baixos | 23.24 | Eindhoven  | 7 de agosto de 2013 |
| CR | Marleen Veldhuis    | Países Baixos | 23.25 | Manchester | 13 de abril de 2008 |

## Medalhistas
| Ouro                      | Prata                 | Bronze                |
| Ranomi Kromowidjojo (NED) | Bronte Campbell (NED) | Dorothea Brandt (GER) |

## Resultados

### Eliminatórias
As eliminatórias ocorreram dia 6 de dezembro.  .
| Colocação | Bateria | Raia | Nome                       | Nacionalidade                   | Tempo  | Notas |
| --------- | ------- | ---- | -------------------------- | ------------------------------- | ------ | ----- |
| 1         | 11      | 4    | Bronte Campbell            | Austrália                       | 23.81  | Q     |
| 1         | 13      | 4    | Ranomi Kromowidjojo        | Países Baixos                   | 23.81  | Q     |
| 3         | 11      | 7    | Madison Kennedy            | Estados Unidos                  | 24.07  | Q     |
| 4         | 11      | 5    | Dorothea Brandt            | Alemanha                        | 24.08  | Q     |
| 5         | 12      | 4    | Arianna Vanderpool-Wallace | Bahamas                         | 24.11  | Q     |
| 6         | 12      | 6    | Erika Ferraioli            | Itália                          | 24.12  | Q     |
| 7         | 13      | 5    | Inge Dekker                | Países Baixos                   | 24.24  | Q     |
| 8         | 13      | 1    | Abbey Weitzeil             | Estados Unidos                  | 24.27  | Q     |
| 9         | 13      | 6    | Anna Santamans             | França                          | 24.29  | Q     |
| 10        | 11      | 3    | Miki Uchida                | Japão                           | 24.35  | Q     |
| 11        | 11      | 6    | Pernille Blume             | Dinamarca                       | 24.40  | Q     |
| 12        | 13      | 3    | Rozaliya Nasretdinova      | Rússia                          | 24.52  | Q     |
| 13        | 12      | 3    | Etiene Medeiros            | Brasil                          | 24.56  | Q     |
| 14        | 12      | 7    | Hanna-Maria Seppälä        | Finlândia                       | 24.57  | Q     |
| 15        | 12      | 2    | Silvia Di Pietro           | Itália                          | 24.61  | Q     |
| 16        | 13      | 2    | Larissa Oliveira           | Brasil                          | 24.67  | Q     |
| 17        | 9       | 1    | Zsuzsanna Jakabos          | Hungria                         | 24.79  |       |
| 18        | 11      | 2    | Liu Xiang                  | China                           | 24.87  |       |
| 19        | 10      | 5    | Isabella Arcila            | Colômbia                        | 24.88  |       |
| 20        | 13      | 7    | Birgit Koschischek         | Áustria                         | 24.93  |       |
| 21        | 9       | 5    | Nina Rangelova             | Bulgária                        | 24.93  |       |
| 22        | 12      | 8    | Sviatlana Khakhlova        | Bielorrússia                    | 24.96  |       |
| 23        | 11      | 0    | Susann Bjørnsen            | Noruega                         | 24.99  |       |
| 24        | 13      | 0    | Anna Kolářová              | Chéquia                         | 25.06  |       |
| 25        | 11      | 1    | Tang Yi                    | China                           | 25.07  |       |
| 25        | 13      | 9    | Cecilie Johannessen        | Noruega                         | 25.07  |       |
| 27        | 12      | 0    | Mélanie Henique            | França                          | 25.10  |       |
| 28        | 10      | 1    | Chinyere Pigot             | Suriname                        | 25.11  |       |
| 29        | 12      | 1    | Julie Levisen              | Dinamarca                       | 25.12  |       |
| 30        | 9       | 2    | Karen Torrez               | Bolívia                         | 25.13  |       |
| 31        | 12      | 9    | Nastja Govejšek            | Eslovênia                       | 25.20  |       |
| 32        | 13      | 8    | Julie Meynen               | Luxemburgo                      | 25.37  |       |
| 33        | 10      | 0    | Trudi Maree                | África do Sul                   | 25.40  |       |
| 34        | 10      | 7    | Miroslava Najdanovski      | Sérvia                          | 25.41  |       |
| 35        | 10      | 4    | Lehesta Kemp               | África do Sul                   | 25.43  |       |
| 36        | 10      | 8    | Margarita Nesterova        | Rússia                          | 25.49  |       |
| 37        | 9       | 0    | Theodora Giareni           | Grécia                          | 25.50  |       |
| 38        | 9       | 3    | Jenjira Srisa-Ard          | Tailândia                       | 25.63  |       |
| 39        | 9       | 4    | Carolina Colorado Henao    | Colômbia                        | 25.66  |       |
| 40        | 10      | 9    | Tess Grossmann             | Estónia                         | 25.69  |       |
| 41        | 8       | 8    | Fanni Gyurinovics          | Hungria                         | 25.70  |       |
| 42        | 11      | 8    | İlknur Çakıcı              | Turquia                         | 25.85  |       |
| 43        | 11      | 9    | Brianna Throssell          | Austrália                       | 25.91  |       |
| 44        | 8       | 7    | Esra Kaçmaz                | Turquia                         | 25.97  |       |
| 45        | 4       | 2    | Felicity Passon            | Seicheles                       | 26.00  |       |
| 46        | 9       | 6    | Yamile Bahamonde           | Equador                         | 26.03  |       |
| 47        | 8       | 4    | Elisbet Gámez              | Cuba                            | 26.06  |       |
| 48        | 8       | 9    | Machiko Raheem             | Sri Lanka                       | 26.13  |       |
| 49        | 9       | 7    | Talita Baqlah              | Jordânia                        | 26.14  |       |
| 50        | 4       | 1    | Alexus Laird               | Seicheles                       | 26.23  |       |
| 50        | 9       | 9    | Tracy Keith-Matchitt       | Ilhas Cook                      | 26.23  |       |
| 52        | 7       | 2    | Hannah Miley               | Reino Unido                     | 26.30  |       |
| 53        | 9       | 8    | Nikki Muscat               | Malta                           | 26.34  |       |
| 54        | 8       | 2    | Olivia de Maroussem        | Ilhas Maurícias                 | 26.39  |       |
| 55        | 7       | 6    | Aditi Dhumatkar            | Índia                           | 26.55  |       |
| 56        | 8       | 0    | Monika Vasilyan            | Armênia                         | 26.57  |       |
| 57        | 8       | 1    | Beatrice Felici            | San Marino                      | 26.59  |       |
| 58        | 8       | 5    | Rebecca Maduro             | Aruba                           | 26.64  |       |
| 59        | 7       | 5    | Elinah Phillip             | Ilhas Virgens Britânicas        | 26.74  |       |
| 60        | 6       | 7    | Anna-Liza Mopio-Jane       | Papua-Nova Guiné                | 26.76  |       |
| 61        | 6       | 5    | Maria Ribera               | Bolívia                         | 26.93  |       |
| 62        | 6       | 9    | Monica Ramírez             | Andorra                         | 26.96  |       |
| 63        | 7       | 4    | Anna Manchenkova           | Azerbaijão                      | 26.98  |       |
| 64        | 5       | 5    | Oreoluwa Cherebin          | Granada                         | 27.05  |       |
| 65        | 6       | 0    | Lauren Hew                 | Ilhas Caimã                     | 27.19  |       |
| 66        | 7       | 0    | Ana Nobrega                | Angola                          | 27.21  |       |
| 67        | 6       | 4    | Zabrina Holder             | Barbados                        | 27.27  |       |
| 67        | 7       | 3    | Thalasha Prabhu            | Índia                           | 27.27  |       |
| 69        | 7       | 1    | Kimiko Raheem              | Sri Lanka                       | 27.32  |       |
| 70        | 6       | 3    | Long Chi Wai               | Macau                           | 27.34  |       |
| 71        | 7       | 8    | Joyce Tafatatha            | Malawi                          | 27.37  |       |
| 72        | 8       | 6    | Chade Nersicio             | Curaçau                         | 27.38  |       |
| 73        | 7       | 9    | Emily Muteti               | Quênia                          | 27.43  |       |
| 74        | 3       | 4    | Jamaris Washshah           | Ilhas Virgens Americanas        | 27.46  |       |
| 75        | 6       | 6    | Fabiola Espinoza           | Nicarágua                       | 27.47  |       |
| 76        | 4       | 7    | Tiara Anwar                | Brunei                          | 27.54  |       |
| 77        | 5       | 8    | Nadia Tudo                 | Andorra                         | 27.63  |       |
| 78        | 6       | 8    | Samantha Roberts           | Antígua e Barbuda               | 27.666 |       |
| 79        | 4       | 0    | Nguyễn Diệu Linh           | Vietname                        | 27.67  |       |
| 80        | 6       | 2    | Maeform Borriello          | Honduras                        | 27.69  |       |
| 81        | 5       | 2    | Nikol Merizaj              | Albânia                         | 27.87  |       |
| 82        | 7       | 7    | Choi Weng Tong             | Macau                           | 27.88  |       |
| 83        | 4       | 5    | Annie Hepler               | Ilhas Marshall                  | 28.04  |       |
| 84        | 8       | 3    | Rebeca Quinteros           | El Salvador                     | 28.05  |       |
| 85        | 5       | 3    | Talisa Lanoe               | Quênia                          | 28.07  |       |
| 86        | 5       | 1    | San Su Moe Theint          | Myanmar                         | 28.10  |       |
| 87        | 4       | 4    | Savannah Tkatchenko        | Papua-Nova Guiné                | 28.17  |       |
| 87        | 5       | 7    | Christina Linares          | Gibraltar                       | 28.17  |       |
| 89        | 4       | 6    | Evelina Afoa               | Samoa                           | 28.22  |       |
| 90        | 5       | 6    | Yara Lima                  | Angola                          | 28.28  |       |
| 91        | 5       | 9    | Saryyeva Prescott          | Tonga                           | 28.35  |       |
| 92        | 4       | 9    | Merjen Saryyeva            | Turquemenistão                  | 28.56  |       |
| 93        | 5       | 4    | Ophelia Swayne             | Gana                            | 28.60  |       |
| 94        | 4       | 3    | Amarah Phillip             | Ilhas Virgens Britânicas        | 28.62  |       |
| 95        | 3       | 3    | Jamila Sanmoogan           | Guiana                          | 28.65  |       |
| 96        | 3       | 6    | Jennet Saryyeva            | Turquemenistão                  | 28.89  |       |
| 97        | 3       | 5    | Areeba Shaikh              | Paquistão                       | 29.02  |       |
| 98        | 6       | 1    | Estellah Fils              | Madagáscar                      | 29.06  |       |
| 99        | 2       | 5    | Deandra van der Colff      | Botswana                        | 29.40  |       |
| 100       | 2       | 6    | Dirngulbai Misech          | Palau                           | 29.49  |       |
| 101       | 3       | 7    | Sofia Shah                 | Nepal                           | 29.75  |       |
| 102       | 2       | 2    | Tsogtgerel Mungunsor       | Mongólia                        | 29.79  |       |
| 103       | 2       | 8    | Seabe Ebineng              | Botswana                        | 30.01  |       |
| 104       | 4       | 8    | Catherine Mason            | Tanzânia                        | 30.20  |       |
| 105       | 3       | 8    | Angela Kendrick            | Ilhas Marshall                  | 30.23  |       |
| 106       | 1       | 5    | Angelika Ouedraogo         | Burquina Fasso                  | 30.54  |       |
| 107       | 2       | 3    | Aminath Shajan             | Maldivas                        | 30.56  |       |
| 108       | 5       | 0    | Nada Arkaji                | Catar                           | 30.59  |       |
| 109       | 3       | 9    | Fatou Diagne               | Senegal                         | 30.60  |       |
| 110       | 3       | 0    | Diana Basho                | Albânia                         | 30.66  |       |
| 111       | 3       | 2    | Sonia Tumiotto             | Tanzânia                        | 30.78  |       |
| 112       | 1       | 4    | Karina Klimyk              | Tajiquistão                     | 30.91  |       |
| 113       | 2       | 1    | Roylin Akiwo               | Palau                           | 30.94  |       |
| 114       | 3       | 1    | Adora Lawrence             | São Vicente e Granadinas        | 31.04  |       |
| 115       | 2       | 7    | Hem Thon Vitiny            | Camboja                         | 31.32  |       |
| 116       | 1       | 6    | Mayra-Linda Paul           | Estados Federados da Micronésia | 32.16  |       |
| 117       | 1       | 3    | Elsie Uwamahoro            | Burundi                         | 33.55  |       |
| 118       | 1       | 7    | Nazlati Mohamed            | Comores                         | 35.63  |       |
| 119       | 1       | 8    | Joyce Rudaseswa            | Ruanda                          | 37.98  |       |
| 120       | 1       | 1    | Ramata Coulibaly           | Mali                            | 40.14  |       |
| —         | 1       | 2    | Christelle Moboutou        | República do Congo              |        | DNS   |
| —         | 2       | 0    | Kokoe Ahyee                | Costa do Marfim                 |        | DNS   |
| —         | 2       | 4    | Shamira Zoumande           | República Centro-Africana       |        | DNS   |
| —         | 10      | 2    | Ariel Weech                | Bahamas                         |        | DNS   |
| —         | 10      | 6    | Rūta Meilutytė             | Lituânia                        |        | DNS   |
| —         | 12      | 5    | Fran Halsall               | Reino Unido                     |        | DNS   |
| —         | 2       | 9    | Salie Al-Atrash            | Palestina                       |        | DSQ   |
| —         | 10      | 3    | Yayoi Matsumoto            | Japão                           |        | DSQ   |

### Semifinal
A semifinal  ocorreu dia 6 de dezembro. 

#### Semifinal 1
| Colocação | Raia | Nome                  | Nacionalidade  | Tempo | Notas |
| --------- | ---- | --------------------- | -------------- | ----- | ----- |
| 1         | 4    | Ranomi Kromowidjojo   | Países Baixos  | 23.43 | Q     |
| 2         | 5    | Dorothea Brandt       | Alemanha       | 24.03 | Q     |
| 3         | 3    | Erika Ferraioli       | Itália         | 24.10 | Q     |
| 4         | 7    | Rozaliya Nasretdinova | Rússia         | 24.12 | Q     |
| 5         | 6    | Abbey Weitzeil        | Estados Unidos | 24.23 |       |
| 6         | 2    | Miki Uchida           | Japão          | 24.24 |       |
| 7         | 1    | Silvia Di Pietro      | Itália         | 24.37 |       |
| 8         | 8    | Zsuzsanna Jakabos     | Hungria        | 25.02 |       |

#### Semifinal 2
| Colocação | Raia | Nome                       | Nacionalidade  | Tempo | Notas |
| --------- | ---- | -------------------------- | -------------- | ----- | ----- |
| 1         | 5    | Madison Kennedy            | Estados Unidos | 23.96 | Q     |
| 2         | 4    | Bronte Campbell            | Austrália      | 24.01 | Q     |
| 3         | 6    | Inge Dekker                | Países Baixos  | 24.08 | Q     |
| 4         | 3    | Arianna Vanderpool-Wallace | Bahamas        | 24.13 | Q     |
| 5         | 2    | Anna Santamans             | França         | 24.22 |       |
| 6         | 7    | Pernille Blume             | Dinamarca      | 24.35 |       |
| 7         | 8    | Larissa Oliveira           | Brasil         | 24.70 |       |
| 8         | 1    | Hanna-Maria Seppälä        | Finlândia      | 24.78 |       |

### Final
A final teve sua disputa realizada em 7 de dezembro. 
| Colocação         | Raia | Nome                       | Nacionalidade  | Tempo | Notas |
| ----------------- | ---- | -------------------------- | -------------- | ----- | ----- |
| Medalha de ouro   | 4    | Ranomi Kromowidjojo        | Países Baixos  | 23.32 |       |
| Medalha de prata  | 6    | Bronte Campbell            | Austrália      | 23.62 |       |
| Medalha de bronze | 5    | Dorothea Brandt            | Alemanha       | 23.77 |       |
| 4                 | 2    | Madison Kennedy            | Estados Unidos | 23.86 |       |
| 5                 | 1    | Arianna Vanderpool-Wallace | Bahamas        | 23.93 |       |
| 6                 | 3    | Inge Dekker                | Países Baixos  | 24.02 |       |
| 7                 | 8    | Erika Ferraioli            | Itália         | 24.09 |       |
| 8                 | 7    | Rozaliya Nasretdinova      | Rússia         | 24.19 |       |

Legenda
| Recorde mundial       | Recorde mundial (World record)               |                       | Recorde africano                      | Recorde africano (African) |                                           | Q | Classificado por posição (Qualified) |
| Recorde do campeonato | Recorde do campeonato (Championship record)  | Recorde da América    | Recorde da América (Americas)         | q                          | Classificado por melhor tempo (Qualified) |   |                                      |
| Melhor marca do ano   | Melhor marca do ano (World leading)          | Recorde asiático      | Recorde asiático (Asian)              | DNS                        | Não largou (Did not start)                |   |                                      |
| Recorde nacional      | Recorde nacional (National record)           | Recorde europeu       | Recorde europeu (European)            | DNF                        | Não terminou (Did not finish)             |   |                                      |
| Recorde pessoal       | Recorde pessoal do atleta (Personal best)    | Recorde da Oceania    | Recorde da Oceania (Oceania)          | DSQ / DQ                   | Desclassificado (Disqualified)            |   |                                      |
| Recorde da temporada  | Recorde da temporada do atleta (Season best) | Recorde sul-americano | Recorde sul-americano (South America) | NM                         | Sem marca (No mark)                       |   |                                      |